# 기슬랭 코난
기슬랭 은클로망데 코난(프랑스어: Ghislain N'Clomande Konan, 1995년 12월 27일 ~ )는 코트디부아르의 축구 선수이다. 그의 포지션은 왼쪽 풀백으로, 현재 사우디 프로페셔널리그의 알파이하에서 활약하고 있다.

## 클럽 경력
2016년 2월 17일, 그는 아틀레티코 CP와의 세군다리가 경기에서 비토리아 드 기마랑이스 B 소속으로 프로 데뷔전을 치렀다.
2016년 12월 10일, 그는 2-1로 이긴 보아비스타와의 경기에서 풀타임을 소화하며 비토리아 드 기마랑이스 소속으로 프리메이라리가 데뷔전을 치렀다.
2018년 여름, 코난은 비토리아 드 기마랑이스에서 £3.6M로 추정되는 이적료에 스타드 드 랭스로 이적하였다. 그는 1-0으로 이긴 OGC 니스와의 원정 경기에서 데뷔전을 치렀다.
2022년 7월, 그는 사우디 프로페셔널리그의 알나스르와 3년 계약을 맺고 이적하였다.

## 국가대표팀 경력
2017년 10월 6일, 코난은 0-0으로 비긴 말리와의 2018년 FIFA 월드컵 예선 경기에서 코트디부아르 대표팀 데뷔전을 치렀다.